# Charles Victor-Thomas

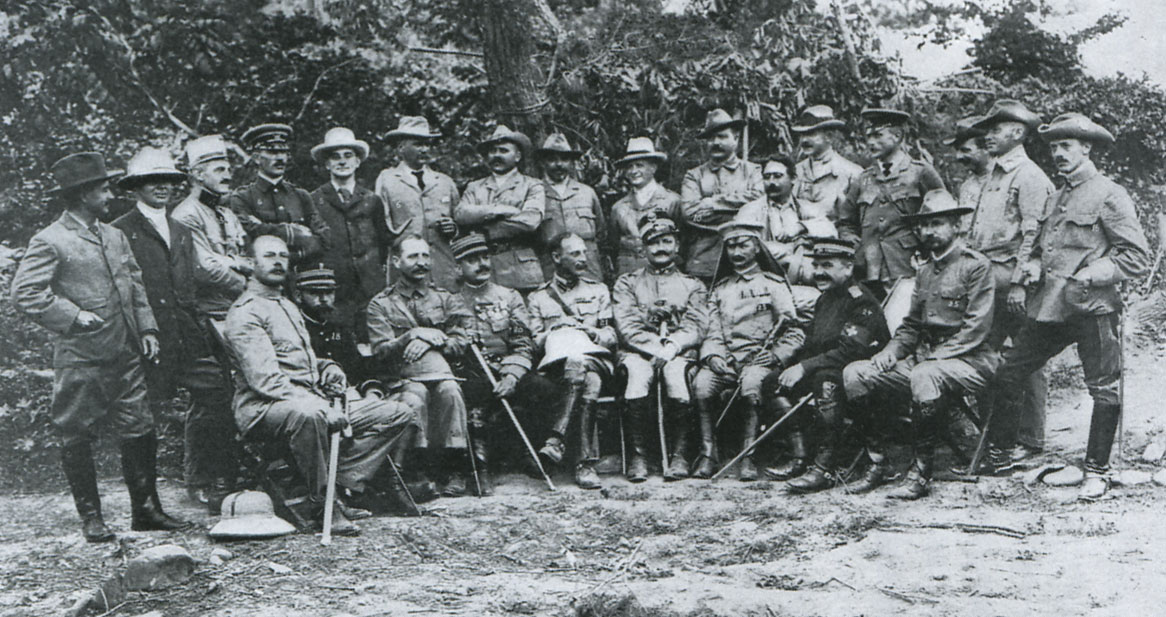
Adidos militares ocidentais e os correspondentes de guerra com as forças japonesas após a batalha de Shaho (1904): 1. Robert Collins; 2. David Fraser; 3. Cap. Francois Dhani; 4. Cap. James Bruce Jardine; 5. Frederick McKenzie; 6. Edward Knight; 7. Charles Victor-Thomas; 8. Oscar Davis; 9. William Maxwell; 10. Robert MacHugh; 11. William Dinwiddie; 12. Frederick Palmer; 13. Cap. Berkeley Vincent; 14. John Bass; 15. Martin Donohoe; 16. Cap. ____;　17. Cap. Carl von Hoffman; 18. ____; 19. ____; 20. ____; 21. Gen. Sr. Ian Hamilton; 22. ____; 23. ____; 24. ____; 25. ____.

Charles Victor-Thomas (1871 — 1908) foi um oficial militar francês, jornalista e escritor, conhecido por atuar como correspondente de guerra durante a batalha entre Rússia e Japão. Foi repórter do Le Gaulois e Le Temps.

## Obras selecionadas
Os textos publicados por Victor-Thomas abrangem três obras em quatro publicações, em um idioma e dezesseis acervos de biblioteca.
- 1905 — Trois mois avec Kuroki. Notes d'un correspondant de guerre français attaché à la lre armée japonaise. Paris: A. Challamel. OCLC 077102298
- 1902 — Amériques & Américains. Paris: A. Challamel. OCLC 003105987